# Albatroz-de-campbell
O albatroz-de-campbell (Thalassarche impavida) é um abatroz de tamanho médio. Procria apenas na Ilha Campbell e no ilhéu associado de Jeanette Marie, um pequeno complexo insular da Nova Zelândia no sul do Oceano Pacífico. É por vezes considerado como subespécie do albatroz-de-sobrancelha. De facto, foi considerado como pertencendo à espécie Diomedea melanophris (Sibley e Monroe 1990, 1993) que, posterioremente, foi dividida em duas espécies, agrupadas no género Thalassarche, de acordo com Robertson e Nunn, em 1998 e Brooke, em 2004.